# Łukasz Skorupski
Łukasz Skorupski, född 5 maj 1991 i Zabrze, är en polsk fotbollsmålvakt som spelar för Bologna.
I juni 2018 värvades Skorupski av Bologna.